# Røde Kors 1966
|  | Denne artikel er oprettet af botten Steenthbot ud fra en ekstern database. Den kan derfor have sproglige fejl eller mangler. Denne skabelon kan fjernes efter kontrol af indholdet. |

Røde Kors 1966 er en dansk dokumentarfilm fra 1966 instrueret af Svend Aage Lorentz efter eget manuskript.

## Handling
Omhandler Røde Kors frimærker, hvor man ved køb støtter de mange projekter, som Røde Kors har i gang.